# Микропсихоанализ
Микропсихоанализ — метод психотерапии, впервые предложенный швейцарским психиатром Сильвио Фанти (англ. Silvio Fanti) в 1950-х, а с 1970-х годов развиваемый им совместно с его сотрудниками Пьером Кодони (Pierre Codoni) и Даниэль Лисек (Daniel Lysek). В основе микропсихоанализа лежит метод свободных ассоциаций; он внёс в практику психоанализа приёмы, основанные на новых теоретических концепциях. Цель микропсихоанализа — изучение психических аппаратов и установление лучшего психосоматического гомеостаза.

## Основные отличительные особенности
Основные отличительные особенности микропсихоанализа:
1. Средняя продолжительность сеанса — три часа[6]
2. Периодичность сеансов — не меньше пяти в неделю.
3. Изучение памятных событий и предметов, относящихся к клиенту, таких как:

- Картинки из личной и семейной жизни
- Генеалогическое древо.
- Рисунки дома детства.
- Семейные и любовные письма.

Цель этих новых методик — облегчение работы методом свободных ассоциаций и установление «моста с реальностью». Курс микропсихоанализа обычно длится около года, если заниматься непрерывно, либо около трёх лет, если заниматься им по 6-9 недель в год.
В теоретическую часть психоанализа Фанти ввёл концепции «энергии» и «ничто» (пустоты). Он также подал идею существования различных уровней во внутренней структуре психики человека, развив учение Зигмунда Фрейда: например, наряду с бессознательным появился уровень «предсознательно-сознательного». В микропсихоаналитической модели инстинкты (трайбы) испытывают подъём от энергии, а особенно — от напряжённого различия между энергией и пустотой.

## Основатели и специалисты
Методика микропсихоанализа была открыта Сильвио Фанти в 1950-х годах и внедрена в работу в Италии профессором Никола Пелуффо (Fanti, 1983; Peluffo, 1976).

### Сильвио Фанти
Доктор медицины. Основатель микропсихоанализа. Получил психоаналитическое образование в Нью-Йорке и Женеве.

### Никола Пелуффо
Профессор родился в Генуе-Сампьедарене 14 июня 1930 года. Окончил факультет политологии в Генуе (1955) с диссертацией по истории.
Психологическое и психоаналитическое обучение, начатое в Милане, он продолжал в Швейцарии в Женеве, а микропсихоаналитическое в Кюве (Невшатель).
Он был преподавателем, а затем профессором социальной психологии, доцентом динамической психологии на факультете психологии Туринского университета. Является автором книг «Микропсихоанализ трансформационных процессов» (1976) и «Изображение и фотография» (1984) и более пятидесяти научных публикаций.
Сотрудник исследовательской лаборатории генетической психологии Института педагогических наук Женевского университета (руководитель Жан Пиаже), исследователь и преподаватель социальной психологии Института социальных наук в Генуе (руководитель Лучано Кавалли), научный сотрудник Института экспериментальной и социальной психологии в Турине (руководитель Анджиола Масукко Коста), научный сотрудник Центра психологии Olivetti SpA в Иврее (координатор исследований Франческо Новара, руководитель Чезаре Мусатти). Основатель и руководитель школы микропсихоанализа в Италии, преподаватель Международного общества микропсихоанализа (президент Сильвио Фанти). Директор Итальянского института микропсихоанализа с момента его основания в 1984 г. и научный руководитель теоретического журнала, Bollettino dell’Istituto Italiano di Micropsicoanalisi.
Профессор Николо Пелуффо скончался в Генуе 7 февраля 2012 года.

### Даниэль Лизек
Доктор медицины, психоаналитик, директор Швейцаркого Института Микропсихоанализа, супервизор, тренинговый член Международного Сообщества микропсихоанализа, член Европейской Психоаналитической Федерации и Страсбурговской Школы (FEDEPSI), член Международного Общества Психопатологии Выражения и Арт-терапии (SIPE).

### Бруна Марци
Доктор психологии, психоаналитик, итальянский русскоговорящий специалист, действительный член Международного Сообщества микропсихоанализа, супервизор, тренинговый член Швейцарского института микропсихоанализа, приглашенный преподаватель Московского Института Психоанализа, Директор Центра Культуры Микропсихоанализа.

### Джоя Марци
Доктор медицины, психиатр, психоаналитик, начальник учреждения по расстройствам пищевого поведения г. Фрозиноне, действительный член Международного Сообщества микропсихоанализа, супервизор, тренинговый член Швейцарского института микропсихоанализа.

### Квирино Зангрилли
Доктор медицины, гомеопат, психоаналитик, член Итальянской Ассоциации гомеопатии и Интегрированной медицины, действительный член Международного Сообщества Микропсихоанализа, супервизор, тренинговый член Швейцарского института микропсихоанализа, директор электронного журнала www.psicoanalisi.it

## Специфика техники
Специфика данной техники заключается в «длинных сессиях». Она состоит в возможности регулировать длительность и частоту сеансов в соответствии с психологическим состоянием субъекта и с тем, как он выражает свои трудности. Сеанс обычно длинный, он продолжается в течение двух-трех часов, иногда даже больше.

## Цель
Конечная цель микропсихоаналитического сеанса состоит в том, чтобы сфокусироваться на тех деталях психической жизни, иногда микроскопических, в которых находится конфликтная «клетка», определяющая причину страдания.
Цель психоанализа и микропсихоанализа одна, общая — разрешение конфликтов, но микропсихоанализ говорит, что конфликт смещается и скрывается в самых маленьких деталях нашей психики. Другими словами, микропсихоанализ — это анализ, проведенный как бы под микроскопом.
Между прочим, данная техника была не совсем чуждой самому Фрейду, который принимал несколько пациентов, по 55 минут каждого, шесть раз в неделю (иногда пять раз, но тогда пациентов за день приходило больше). Он мог продлить сессию до двух часов, когда считал это необходимым. Сам Фрейд так писал об этом: «Иногда встречаются больные, которым следует уделять больше времени, чем один час в день, исходя из того, что они используют большую часть времени на то, чтобы „оттаять“ и в итоге — стать более общи-тельными…» (Freud, 1913, р. 337—338).

## Список литературы
на русском языке
- Основы микропсихоанализа. Продолжение идей Фрейда / Под ред. Н. К. Асановой. — М.: Когито-Центр, 2018. — 466 с. — ISBN 978-5-89353-540-2.
- Фанти, Сильвио. Практический словарь по психоанализу и микропсихоанализу. — М.: «ЦПП», 1997. — 224 с. — ISBN 5-26202-081-X.

на других языках
- Caillat, Veronique. La micropsychanalyse en Nervure (фр.) // Journal de Psychaiatrie. — 2008. — Avril (vol. XXI, no 3). — P. 14—17. — ISSN 0988-4068.
- Codoni, Pierre. Micropsychanalyse (фр.). — L’Esprit du Temps, 2007. — P. 284. — ISBN 978-2-84795-099-1. Архивировано 31 мая 2025 года.
- d.f. La micropsicoanalisi per battere le nevrosi (итал.) // La pagina della Medicina. — 1983. — Settembre. Архивировано 26 января 2025 года.
- Fanti, Silvio. L’Homme en micropsychanalyse (фр.). — D. L. nº ed. 849, nº impr. 2145. — Paris: Denoël/Gonthier, 1981.
- Fanti, Silvio y cols. Dictionnaire pratique de la psychanalyse et de la micropsychanalyse (фр.). — París: Bucchet/Chastel, 1983. — ISBN 9782283019627. Архивировано 21 июля 2011 года.
- Frémy, Michèle. Quid. Tout pour tous (фр.). — París: Robert Laffont, 1987. — 1801 p. — ISBN 978-2-221-05506-9.
- La mort de Silvio Fanti (фр.) // L’Humanité. — 1997. — 5 juin. Архивировано 1 июня 2025 года.
- Lebovici, Serge. Freud et la psychanalyse (фр.). — Editions Grammont. — Lausanne: R. Laffont, 1975. — 142 p. — (Bibliothèque Laffont des grands thèmes). — ISBN 2827000172. Архивировано 15 июля 2014 года.
- Lysek, Daniel. La notion d’inconscient chez Freud et en micropsychanalyse (фр.). — 1997. — No 2. — ISBN 2-8289-0619-1.
- ¿Qué es el micropsicoanálisis? (исп.) // ABC (Madrid). — 1978. — 10 septiembre. Архивировано 26 апреля 2025 года.